# Романов Микола Миколайович (державний діяч)
Микола Миколайович Романов (22 серпня 1913, місто Кам'янське Катеринославської губернії, тепер Дніпропетровської області — 26 вересня 1993, місто Москва, Російська Федерація) — радянський діяч, секретар ЦК ВЛКСМ, секретар ВЦРПС, голова Комітету з фізичної культури і спорту при Раді міністрів СРСР. Член Бюро ЦК ВЛКСМ у 1938—1947 роках. Кандидат у члени ЦК КПРС у 1966—1971 роках. Депутат Верховної Ради СРСР 7—8-го скликань.

## Життєпис
Народився в родині робітника. Закінчив школу фабрично-заводського учнівства. У 1929 році вступив до комсомолу.
У 1931—1933 роках — інструктор (викладач фізичної культури) школи фабрично-заводського учнівства, завідувач військово-фізкультурного відділу районної ради міста Ленінграда.
У 1933—1936 роках — студент Ленінградського фінансово-економічного інституту, закінчив три курси.
Член ВКП(б) з 1937 року.
У серпні 1937 — листопаді 1938 року — секретар Куйбишевського районного комітету ВЛКСМ міста Ленінграда.
У листопаді 1938 року — секретар Ленінградського обласного і міського комітетів ВЛКСМ.
У листопаді 1938 — 1939 року — завідувач організаційно-інструкторського відділу ЦК ВЛКСМ.
31 серпня 1939 — 21 листопада 1947 року — секретар ЦК ВЛКСМ.
У 1945—1948 роках — голова Всесоюзного комітету у справах фізичної культури і спорту при Раді народних комісарів (Раді міністрів) СРСР.
У квітні 1948—1953 роках — заступник голови Всесоюзного комітету у справах фізичної культури і спорту при Раді міністрів СРСР.
У 1953—1954 роках — заступник міністра охорони здоров'я СРСР — начальник Головного управління з фізичної культури і спорту Міністерства охорони здоров'я СРСР.
У 1954—1959 роках — голова Комітету з фізичної культури і спорту при Раді міністрів СРСР.
9 січня — 18 квітня 1959 року — голова Організаційного бюро Спілки спортивних товариств і організацій СРСР. З 18 квітня 1959 по 1962 рік — голова Центральної ради Спілки спортивних товариств і організацій СРСР.
27 березня 1962 — 22 травня 1975 року — секретар Всесоюзної центральної ради професійних спілок (ВЦРПС).
З травня 1975 року — персональний пенсіонер у Москві. 
Помер 26 вересня 1993 року в Москві. Похований на Новокунцевському цвинтарі Москви.

## Нагороди
- орден Леніна
- орден Червоного Прапора (19.06.1943)
- орден Вітчизняної війни ІІ ст. (21.02.1987)
- три ордени Трудового Червоного Прапора
- медалі